# Поддубровка (Липецкая область)
Поддубро́вка — административный центр Поддубровского сельсовета Усманского района Липецкой области.
Население составляет 967 человек.

## История
Основано в конце XVII века служилыми людьми села Студенки, поселившимися около леска Красная Дубровка. Вначале селение называлось деревней под Дубровкой, а после постройки в 1702 году Рождественской церкви, поселение получило статус села и стало называться Поддубровка. В 1886 году в церковной караулке была основана первая школа. В середине XIX века население составляло 923 жителя, 130 дворов, а в 1911 году - 2764 жителя, 374 двора.
Советская власть в Поддубровке была установлена в феврале 1918 года, в 1929 году организован первый колхоз. В тот же период в селе были открыты 4 школы.

## Население
| 1850 | 1911  | 2008 | 2010  | 2011  |
| ---- | ----- | ---- | ----- | ----- |
| 923  | ↗2764 | ↘967 | ↗1013 | →1013 |